# Palinomorfo

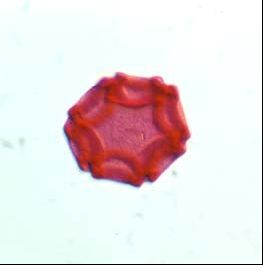
Espora fósil de Alnus.

Palinomorfo (del griego Παλύνω disperso y Μορφή forma) es un término utilizado en ciencia para referirse a partículas de dimensiones comprendidas entre 5 y 500 μm, que se encuentran en sedimentos y están compuestas de materia orgánica como la quitina (o pseudoquitina) y la esporopolenina. Por lo tanto, se distinguen de otros organismos fósiles con caparazón mineralizado, como las diatomeas o los foraminíferos. La ciencia que los estudia es la Palinología.

## Clasificación
Se pueden clasificar en:
- Palinomorfos de origen continental. Incluirían los pólenes, esporas, restos de algas de agua dulce.
- Palinomorfos de origen marino. Acritarcos, Dinoflagellata.
- Elementos o fragmentos de organismos más grandes. Frágmentos de artrópodos, trozos de cutícula.

## Utilidad
Los palinomorfos son muy útiles en paleontología para realizar estudios de paleoclimatología y paleogeografía.